# Segesa
SEGESA (Sociedad de Electricidad de Guinea Ecuatorial) és l'empresa d'electricitat nacional amb base a Malabo, Guinea Equatorial. Té el monopoli per operar en el sector elèctric de Guinea Equatorial. La companyia es va crear el gener de 2001 per la fusió de l'empresa nacional d'electrificació rural SONER i la corporació elèctrica nacional d'electricitat ENERGE. El 70% de l'empresa és de titularitat pública i el 30% és en mans d'inversors privats. Hi ha plans per a la privatització total de l'empresa. En 2013 l'empresa fou reorganitzada en tres unitats anomenades SEGESA Comercial, SEGESA Generación i SEGESA Transmisión.